# FC Kahuna
Pour les articles homonymes, voir Kahuna.
FC Kahuna (également connu sous le nom FC/Kahuna ou Jon et Dan Kahuna) est un groupe de musique électronique anglais, formé en 1997, qui a, entre autres, participé aux bandes originales de Need For Speed Underground en 2003, de Layer Cake en 2004 et à celle de Domino en 2005.
John Nowell et Daniel Ormondroyd en sont les musiciens.
Leur seul album, Machine Say Yes, sorti en 2002 sur le label City Rockers, est considéré comme un des albums majeurs de la scène électronique anglaise de la décennie. Il contient 5 singles dont 2, "Hayling" and "Machine Says Yes", sont rentrés dans les charts UK .
"Glitterballs", un autre single de l'album, est présent sur la bande son du jeu vidéo Need for Speed : Underground and Crackdown.

## Discographie
Albums:
- Machine Says Yes (2002)
- Another Fine Mess (2003, mix album)

Singles et EPs:
- "You Know It Makes Sense" (1997)
- "Bright Morning White" (1998)
- "Mindset to Cycle" (2000)
- "Glitterball" (2002) - UK #64
- "Machine Says Yes" (2002) - UK #58
- "Hayling" (2003) - UK #49
- "Nothing Is Wrong" (2003)